# Malcolm Saville
Malcolm Saville, född 1901, död 1982, var en engelsk författare som skrev barnböcker. 
I böckerna upplever en skara barn olika äventyr, och de påminner därför något om Enid Blytons böcker. Saville skrev flera olika serier, varav Lone Pine är den mest kända.
Spejarna och flygplansmysteriet (den första i Lone Pine-serien) handlar t.ex. om en grupp barn som avslöjar spioner under andra världskriget. Men i motsats till hur det brukar vara i andra mysterieböcker är en del spioner trevliga, och barnen genomskådar dem därför inte på en gång.

## Böcker på svenska
- Susan, Bill och schäfern (översättning Lena Fries, Svensk läraretidning, 1956) (Susan, Bill and the wolf dog)
- Spejarna och flygplansmysteriet (översättning Verna Lindberg, Bonnier, 1957) (Mystery at Witchend)
- Susan, Bill och förrädarna (översättning Saga och Claës Gripenberg, Svensk läraretidning, 1957) (Susan, Bill and the ivy-clad oak)
- Konungarnas konung: berättelsen om mannen som förändrade världen (ill. av Kathy Wyatt, översättning Kerstin Hanberger, EFS-förlaget, 1976) (King of kings)